# 南通广播电视台
南通广播电视台，是一家总部位于江苏省南通市的广播电视台，前身为1949年成立的的南通人民广播电台和1985年成立的南通电视台，此后两台进行了合并，成立新的南通广播电视台。南通电视台也是江苏省第一批地市级城市电视台，总部位于南通市濠西路2号。该台拥有2个频道、5个频率，电视信号传输覆盖面积10000平方公里，受众人口1200万；广播信号覆盖南通及周边地区20多个市、县，听众达2000多万人。

## 历史

### 南通人民广播电台
1949年1月下旬，中共华中第九地方委员会派郑柏年先行人城进行地下联络工作，设法掩藏、保护正声广播电台的设备。2月2日，南通解放，南通市军管会接管了正声、大声两座广播电台。其中，大声广播电台属私人资本，根据政策对其机器设备作价收购；正声台为国军系统电台，南通市军管会予以没收。后来，利用这两台机器，进行配套改装，在此基础上，建立南通新华广播电台。1949年3月20日，经中共华中工作委员会批准，南通新华广播电台正式播音，台址在南通市区北公园内，同年7月8日更名为南通人民广播电台。该台是继徐州人民广播电台之后，江苏省第二座人民广播电台。
1953年1月16日，该台被撤销，人员分别调往中央、华东和江苏人民广播电台，设备分别调往华东和江苏台。1958年6月1日，经中央广播事业局批准，该台恢复播音。

### 南通电视台
1969年10月，南通人民广播电台在狼山建立南通电视转播台，差转上海电视台5频道节目，于1970年春节投入使用。1979年改用12频道转播上海电视台5频道节目。1980年10月1日，12频道改播中国中央电视台第一套节目。
1984年4月，中华人民共和国广播电视部批复成立南通电视台，同年6月，台址迁至姚港路16号。1985年1月1日，南通电视台正式挂牌成立，同年8月16日，南通电视塔在和平桥西首动工，1988年2月13日试播成功。至1987年，南通电视台有10、12两个频道，其中10频道主要转播中央电视台第一套节目，12频道播出南通电视台自办节目和转播上海电视台第一套部分节目。

### 南通广播电视台
2012年3月，南通人民广播电台、南通电视台、南通广播电视网络传输中心、南通广播电视报、南通电视塔管理处等5家单位合并组建南通广播电视台，为市政府直属正处级建制的事业单位。

## 旗下资产
南通广播电视台目前有4套电视频道和5条广播频率。

### 电视频道
| 频道名称              | 语言   | 广播格式                         | 启播时间  | 频道前身                                                                    | 备注                       |
| 新闻综合频道          | 普通话 | SD: PAL 576i 16:9 HD: 1080i 16:9 | 1985年1月 | 南通电视台                                                                  |                            |
| 社教频道 （南通二套） | 普通话 | SD: PAL 576i 16:9 HD: 1080i 16:9 |           | 南通电视二台 生活频道 都市生活频道                                          | 广电总局备案名称教育频道   |
| 公共·崇川频道         | 普通话 | SD: PAL 576i 16:9 HD: 1080i 16:9 |           | 原公共频道：南通有线电视台、影视娱乐频道 原崇川频道：信息频道、森林旅游频道 | 广电总局备案名称为公共频道 |

#### 停播频道
- 崇川频道，2021年3月开播[6]，2024年与公共频道合并为公共·崇川频道。

### 广播频率
| 频道名称 | 语言   | 频道频率 | 启播时间  | 频道前身           | 备注 |
| 综合广播 | 普通话 | FM 97.0  | 1949年3月 | 南通新华广播电视台 |      |
| 经济广播 | 普通话 | FM 92.9  |           |                    |      |
| 交通广播 | 普通话 | FM 106.1 |           |                    |      |
| 生活广播 | 普通话 | FM 91.8  |           |                    |      |

## 电视节目
新闻综合频道
- 南通新闻
- 城市日历
- 都市530
- 今晚在线
- 悦生活
- 我想有个家
- 大家有约
- 安居通城
- 超级苏F
- 食游通城

社教频道
- 总而言之（使用南通话播出）
- 温度
- 今晚评谈
- 挑战
- 悦生活
- 江风海韵
- 十字街头
- 动画城堡
- 法治纵横